# Sylhetia spinata
Sylhetia spinata är en insektsart som beskrevs av Mathew och K. Ramakrishnan 2002. Sylhetia spinata ingår i släktet Sylhetia och familjen dvärgstritar. Inga underarter finns listade i Catalogue of Life.